# ميشا زفيريف

## روابط إضافية
- ميشا زفيريف على موقع رابطة محترفي التنس (الإنجليزية)
- ميشا زفيريف على موقع الاتحاد الدولي لكرة المضرب (الإنجليزية)
- ميشا زفيريف على موقع كأس ديفيز (الإنجليزية)
- ميشا زفيريف على موقع خلاصة التنس.كوم (الإنجليزية)
- ميشا زفيريف على موقع إي إس بي إن.كوم (الإنجليزية)
- Zverev Recent Match Results
- Zverev World Ranking History
- Zverev ITF Junior Profile